# El Argar
El Argar es un yacimiento arqueológico situado en el municipio de Antas, Almería, España. Se encuentra sobre una meseta con abruptas pendientes en su lado occidental, 35 m sobre el río Antas y laderas más suaves en el resto, extendiéndose por parte de estas últimas también. Forma parte de la zona arqueológica de El Argar y La Gerundia, constituyendo un poblado prehistórico de la Edad del Bronce del sudeste ibérico que da nombre a la cultura argárica.
Fue excavado inicialmente por Rogelio de Inchaurrandieta, luego por los hermanos Enrique y Luis Siret que publicaron sus resultados en castellano bajo el título de Las primeras edades del metal en el sudeste de España en 1890. Los materiales recogidos en este y otros yacimientos similares constituyeron el corpus básico para singularizar este grupo cultural, siendo estudiados una y otra vez por investigadores como B. Blance o H. Schubart.
El espectacular desarrollo de esta cultura hizo pensar a sus excavadores que no mantenía ninguna relación con las fases anteriores, buscando su origen en influencias mediterráneas. Pero ahora se sabe que hay una clara continuidad con la época previa de Los Millares (Edad del Cobre).

## Cronología
Basándose en las estructuras y ajuares funerarios excavados en el poblado, B. Blance estableció una secuencia dividida en dos periodos, A y B, que, posteriormente, fue revisada y ampliada gracias a otros yacimientos:
- Argar I o inicial (Argar A según la primera sistematización), con cistas y algunas fosas, así como elementos campaniformes y alabardas tipo Argar;
- Argar II o antiguo (Argar A también), similar a la anterior en lo material, pero con una evolución hacia los rituales argáricos;
- Argar III o pleno (Argar B), con predominancia de los pithoi y ajuares compuestos por puñales, hachas, espadas, alabardas tipo Montejícar y adornos personales.
- Argar IV o tardío (Argar C, un complemento posterior), con elementos de Cogotas I.[4]

## Yacimiento

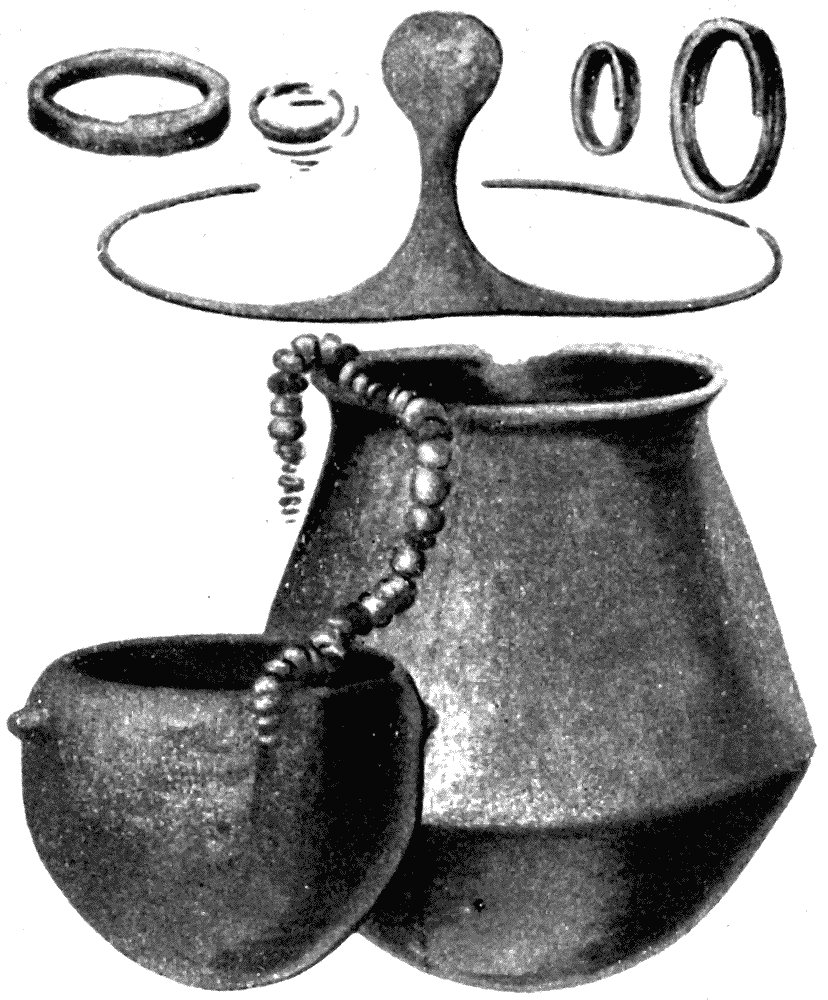
El Argar. Ajuar funerario.

El Argar es considerado un asentamiento de nueva fundación, sin antecedentes calcolíticos. Con una superficie de 16 000 m² y una población estimada de unos 500 habitantes, es uno de los poblados conocidos más grandes pertenecientes al grupo epónimo. En el interior de las propias viviendas se han encontrado más de mil sepulturas. Estaba estratégicamente situado sobre un cabezo amesetado y protegido también por una muralla, en cuyo interior se han excavado viviendas rectangulares de 8-10 m por 2,5 m, así como otras de planta irregular o circular. Las paredes se construían con madera y barro, levantados sobre un zócalo de piedra. El techo era de cañas o ramas y barro. Tiene un urbanismo complejo que se caracteriza por la creación artificial de terrazas, con una acrópolis situada en lo más alto del yacimiento. 

## Economía
El Argar era un poblado dedicado a la agricultura y la ganadería, complementadas por la metalurgia, las manufacturas textiles, la caza y la pesca. Debido a la existencia de enterramientos con ricos ajuares, se cree que constituía un lugar central de la cuenca de Vera, similar a La Bastida de Totana o El Oficio.

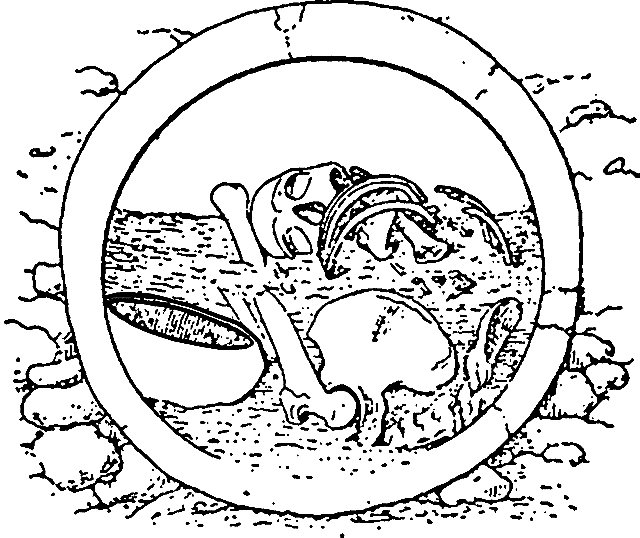
Enterramiento en tinaja típico de la segunda fase de El Argar

La agricultura jugaría un papel importante, ya que se han encontrado más de quinientos artefactos relacionados con esta actividad, desde piezas de hoz hasta molinos. El cultivo principal era la cebada, seguido a bastante distancia por el trigo, el lino, las habas y las hortalizas. Respecto a la ganadería, no hay elementos suficientes para calibrar su importancia, aunque hay excrementos de cabra y alguna especie nueva como el caballo, el cual, probablemente, no se criaba para el consumo. Se cazaba el jabalí.
La metalurgia parece que se desarrolló en un único espacio, donde se encontraron todos los elementos propios del proceso: un posible horno, crisoles y moldes para fabricar hachas, cuchillos, punzones o brazaletes. No hay presencia de escorias pero sí buena cantidad de mazos, picos y percutores. La mayoría de los objetos metálicos estaban fabricados en cobre, así como unos pocos en bronce. Entre los ajuares se hallaron dos espadas. Hay presencia creciente de adornos de plata y oro en los ajuares funerarios de mayor prestigio; correspondiendo al final del periodo argárico las primeras aleaciones de bronce.  
La producción de pesas de telar debía estar centralizada también, ya que se han encontrado en un mismo espacio 600 pesas en proceso de cocción. Hay muchos artefactos fabricados en materia ósea, como espátulas, punzones o agujas.

## Necrópolis
Hay excavadas un total de 1034 tumbas, de las cuales el 50 % contenían, además de la cerámica, elementos metálicos en sus ajuares. Basándose en la relación del sexo con su ajuar se determinó la correspondencia de los enterramientos femeninos con un punzón y los masculinos con hacha-alabarda-espada. Hay varias tumbas de individuos infantiles masculinos con ajuares significativos, lo que sugiere la existencia de rangos hereditarios.
El patrón funerario se basa en sepulturas individuales, en las que, a veces, aparecen dos o tres individuos. Están ubicadas bajo las casas, no existiendo una necrópolis como tal. El ritual y los ajuares reflejan una marcada desigualdad social, por lo que se ha propuesto que la sociedad argárica estaría muy estratificada, aunque hay opiniones diversas. 

## Interpretación

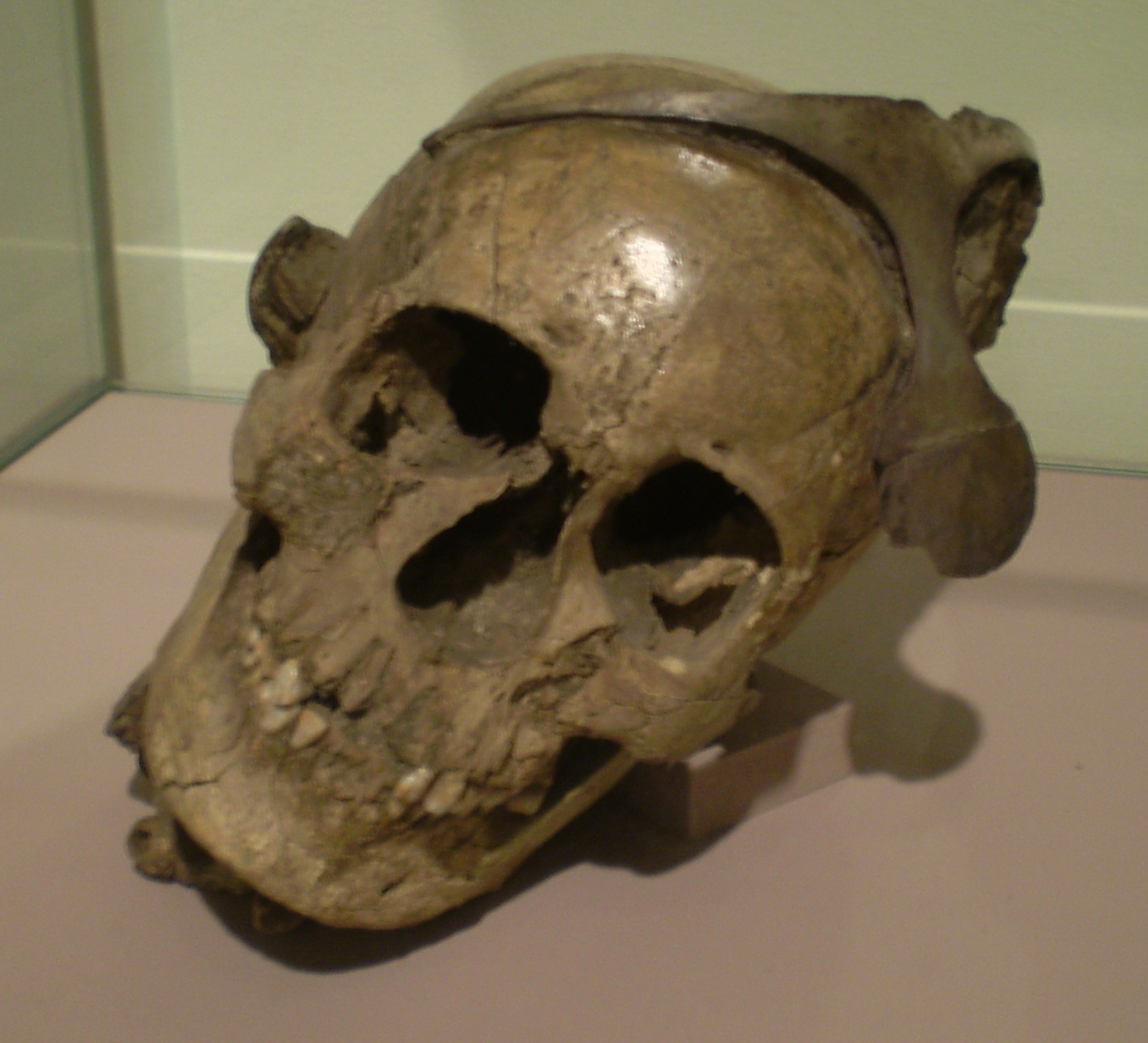
Restos de un cráneo de la sepultura 62 de El Argar, con diadema de plata: «Las alhajas consisten en una diadema de plata, pendientes de oreja, de cobre y de plata, y collar, de hueso y de serpentina».

La primera fase de ocupación del poblado refleja una comunidad campesina autosuficiente que se iniciaba en la metalurgia y se enterraba predominantemente en fosas, con ajuares muy similares. En una segunda fase se produjo un importante aumento de la demografía y de las actividades metalúrgicas, enterrándose mayoritariamente en cistas, con ajuares ya diferenciados (aparecen en algunos pendientes y anillos metálicos). En la tercera existían claras diferencias socioeconómicas entre los habitantes del poblado y predominaban las urnas cerámicas, en cuyos ajuares más ricos se encuentran diademas y espadas (elementos de alto contenido ideológico), mientras que muchos enterramientos carecen de cualquier tipo de ofrenda.
La ideología dominante era aristocrática y guerrera. Esto se refleja en la fortificación de los poblados, la gran importancia de las armas y la presencia de éstas en los ajuares funerarios. 
La sociedad argárica desapareció hacia el 1500 a. C.

## Genética
Los resultados dados por los estudios paleogenéticos sobre los habitantes de la Iberia Calcolítica como los habitantes de Marroquíes Bajos y Los Millares, han mostrado un predominio de los genes propios de la población neolítica de la península ibérica, de procedencia anatolia (ENF), y en menor medida de los grupos mesolíticos de cazadores-recolectores (WHG) autóctonos de la península. Un estudio de ADN realizado por Villalba-Mouco et al. 2021 sobre 244 individuos procedentes de la península ibérica y las islas baleares, mostró que la población de la cultura argárica difería de las poblaciones calcolíticas que la precedieron por los sustanciales aportes genéticos procedentes de los pueblos pastoriles procedentes de las estepas de Europa oriental. Aunque los genes asociados a las poblaciones ibéricas del periodo calcolítico siguieron siendo dominantes durante la Edad del Bronce, hubo un reemplazo de los haplogrupos paternos del periodo anterior, dominando durante este periodo en El Argar y el resto de la península tras el 2100 a. C., el haplogrupo paterno R1b-P312. La causa de este reemplazo de las sociedades calcolíticas de la península ibérica ligado a migraciones esteparías, podrían estar causada por un periodo de inestabilidad climática denominado evento de aridificación del kiloaño 4-2 que habría comenzado a durante el siglo 22 a. C., extendiéndose durante toda la centuria.

## Museos argáricos
- Museo argárico de La Bastida (Totana, Murcia)
- Web sobre la investigación de la sociedad argárica, ASOME - UAB